# Domenico Maria Spinola
Domenico Maria Spinola (ur. 1666, zm. 1743) – polityk genueński.

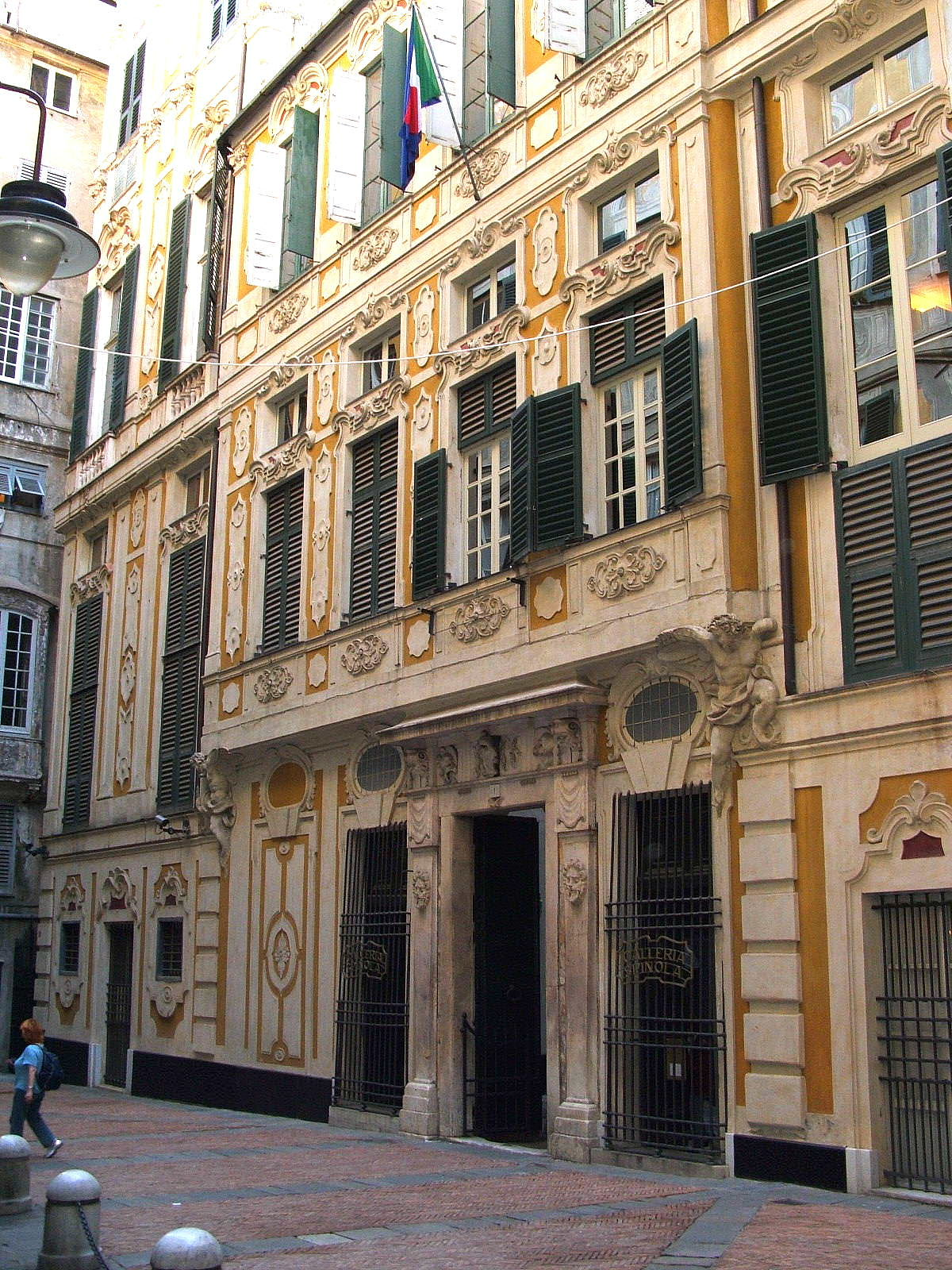
Palazzo Spinola w Pellicceria (Genua)

Przez okres od 29 stycznia 1732 do 29 stycznia 1734 roku Domenico Maria Spinola piastował urząd doży Genui.
Według spisu z 1736 roku rodzina Spinola była najbogatszą  i najpotężniejszą rodziną w Genui.